# Aeropuerto de Takapoto
El aeródromo de Takapoto (código AITA : TKP • código OACI : NTGT) es un aeródromo en el atolón de Takapoto en el archipiélago de las Tuamotu en Polinesia Francesa.

## Compañías y destinos
- Air Tahiti (Tahití)

- Datos: Q4264128